# Tyr (bóg)

Runa Tiwaz

Tyr (Týr) – jeden z głównych bogów nordyckich z dynastii Azów. Jego inne imiona to Tiu, Tiw, Ziu lub Tîwaz. U Sasów i Anglów czczony pod imieniem Saxnot.
Tyr to syn Hymira, bóg wojny, walki i siły, a także honoru, prawa, sprawiedliwości. Zwany był "jednorękim", gdyż stracił rękę podczas próby poskromienia wilka Fenrira. Bogowie, zdając sobie sprawę z zagrożenia, jakie stanowi ten potwór, poprosili krasnoludy o sporządzenie cienkiej i delikatnej sieci, do założenia której starali się podstępem nakłonić Fenrira. Wilk pozwolił sobie nałożyć sieć pod warunkiem, że jeden z bogów włoży dłoń do jego pyska. Gdy odkrył, że wpadł w pułapkę, odgryzł dłoń Tyra, ponieważ to właśnie on przyjął ryzykowny zakład.
Tyr rozstrzygał losy bitew.
Uważa się, że Tyr pierwotnie pełnił rolę bóstwa naczelnego, którą stracił później na rzecz Odyna. Jego kult nie był w późniejszym okresie silny, jego przejawami były jedynie modlitwy kierowane do niego przed bitwą. Uważano go za personifikację nieba. Gdy nadejdzie Ragnarök, Tyr będzie walczył z Garmem, psem bogini Hel. W wyniku tej walki zabiją się obaj nawzajem.
Tyrowi jest poświęcona runa Tiwaz o kształcie przypominającym dzidę, którą zwyczajowo umieszczano na głowni miecza. Symbolem tym posługiwano się w nazistowskich Niemczech, nadając mu nowe ideologiczne znaczenie (min. Zjednoczenie Niemieckie, Niemieckie Stowarzyszenie Ludowe w Polsce). Po II wojnie światowej runa Tiwaz była wykorzystywana przez ugrupowania rasistowskie. 
Od jego imienia pochodzi nazwa wtorku w języku duńskim, norweskim (Tirsdag), szwedzkim (Tisdag) i angielskim (Tuesday) = 'dzień Tyra'.